# Čuhujiv
Čuhujiv (ukrajinsky Чугуїв, rusky Чугуев / Čugujev) je město na severovýchodní, „Slobodské“ Ukrajině. Leží na řece Severní Doněc v Charkovské oblasti, asi 35 km východně od Charkova, na trati Charkov – Kupjansk (– Voroněž). Město je správním centrem Čuhujivského rajónu. S přibližně 33 tisíci obyvateli je čtvrtým největším městem oblasti. V roce 2022 zde žilo 31 018 obyvatel.

## Historie

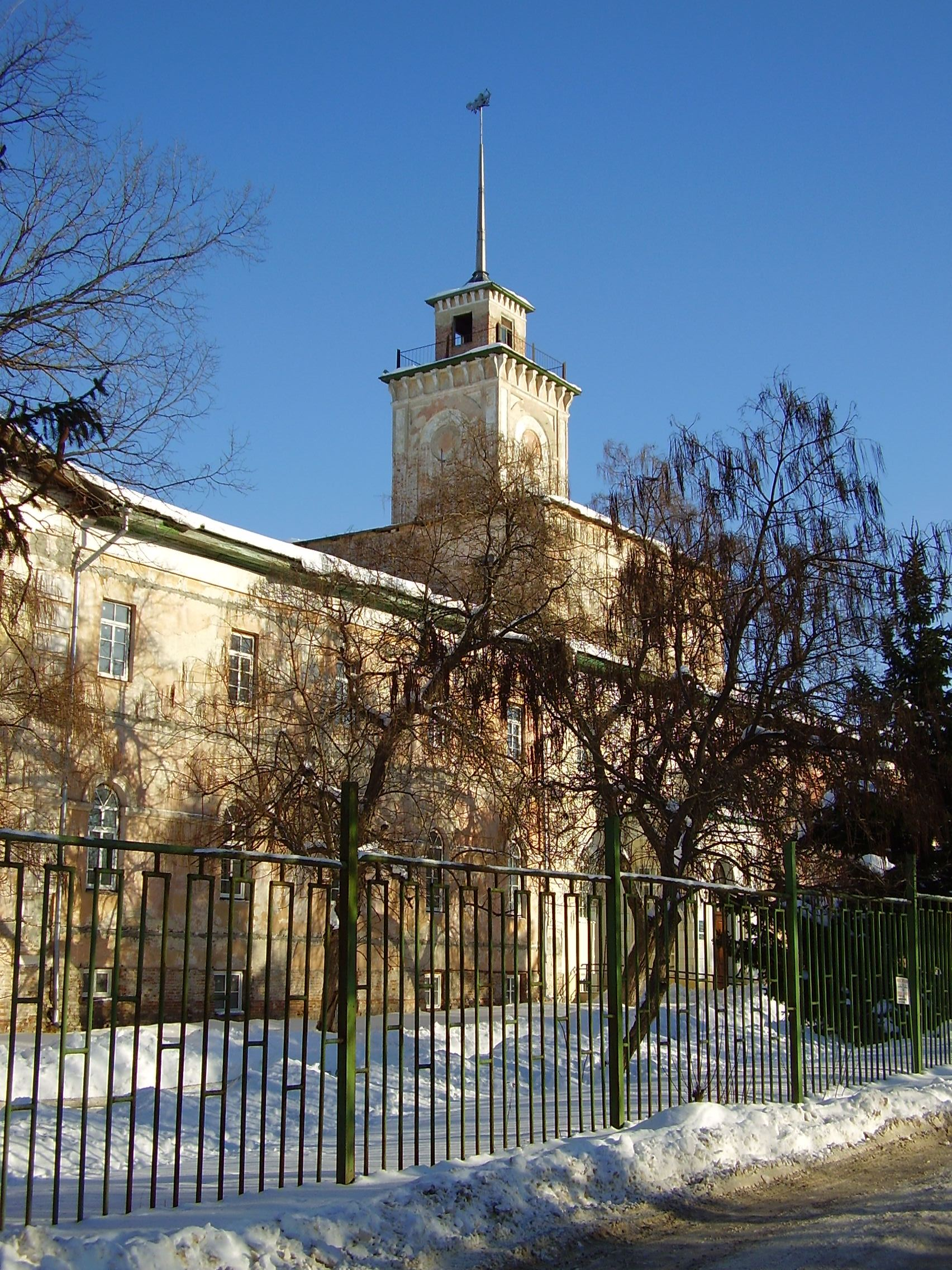
Budova bývalého vojenského velitelství

Archeologickými nálezy je zdejší osídlení doloženo z období Chazarského kaganátu. Také později zde žili slovanští obyvatelé v drobných osadách. Názory historiků na založení Čuhujivu se různí, vznikl mezi lety 1540-1627, podle některých město založil car Ivan IV. Hrozný. Kozáci v čele s atamanem Jakivem Ostrjaninem (ukrajinsky Яків Острянин) zde roku 1638 zbudovali pevnost s kamenným valem. Jejich emblém (zkřížené šavle) je ve znaku města. Význam jejich sídla byl především vojensko-strategický, na místní poměry bylo sídlo dosti velké. Vojáci Ruského impéria zde v 1. polovině 19. století vystavěli budovy mariánského chrámu, velitelství, důstojnického domu a kasáren. Na konci 19. století město mělo 12 000 obyvatel. Statut města byl potvrzen až 10. srpna 1938.
Po 2. světové válce zde byla zřízena sovětská vojenská letecká základna s učilištěm, kde studoval mj. kosmonaut Anatolij Filipčenko. Základna nyní slouží ukrajinskému letectvu.
V září 2020 se u města zřítilo ukrajinské vojenské letadlo Antonov AN-26 a zahynulo 25 lidí.

### Ruská invaze 2022
Při ruském leteckém útoku ze 24. července 2022 bylo zasaženo několik budov, mj. Kulturní centrum. 

## Ekonomika
- Čuhujivský závod na montáž a opravu letadel
- EkoInvest" LLC - podnik skupiny "Ekoton", výrobce zařízení na čištění odpadních vod
- LLC Čuhujivský závod palivového zařízení
- potravinářský průmysl: mlékárna, masokombinát, výroba slunečnicového oleje

## Kultura a památky

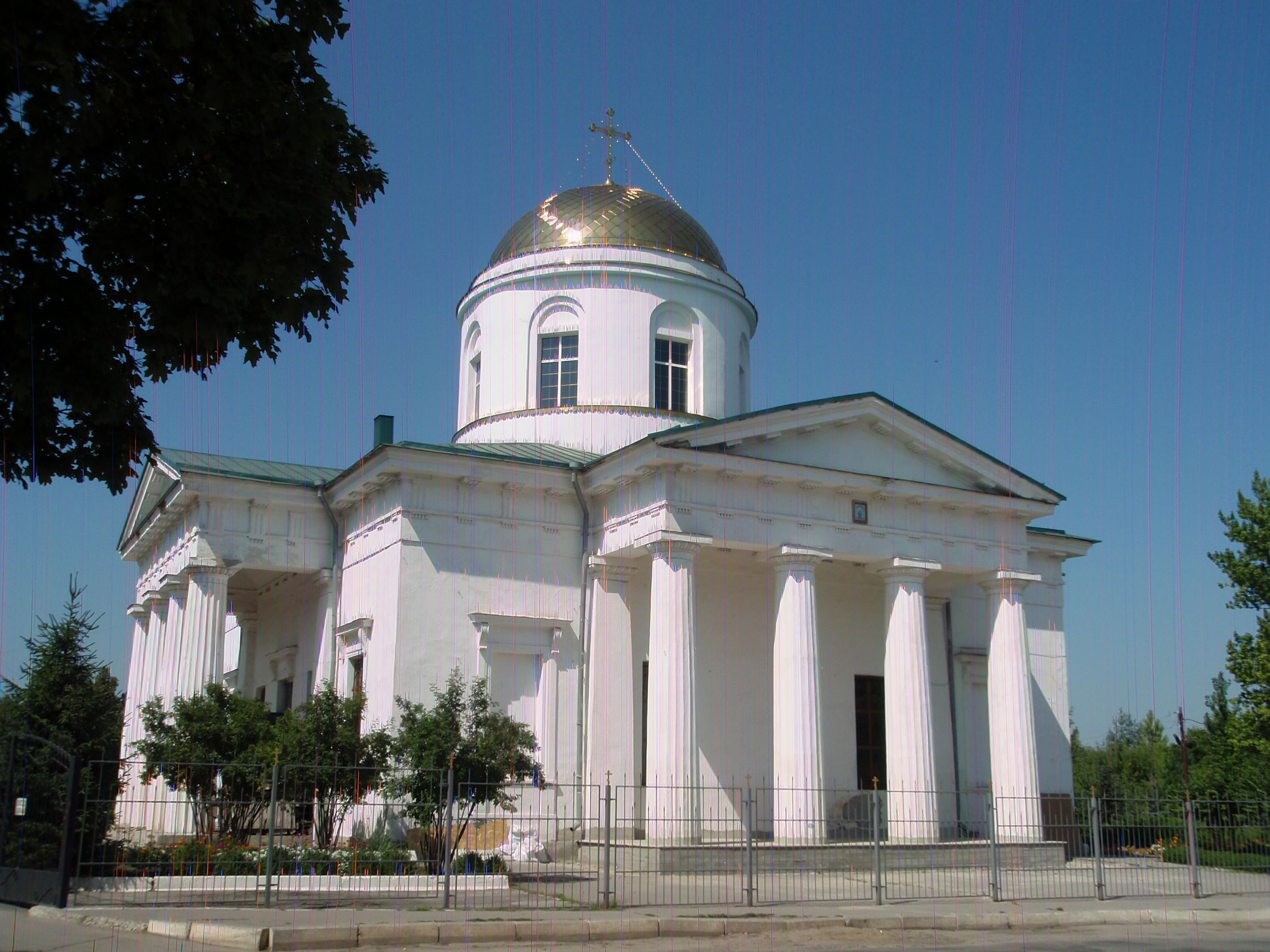
Chrám Smrti Panny Marie (2017)

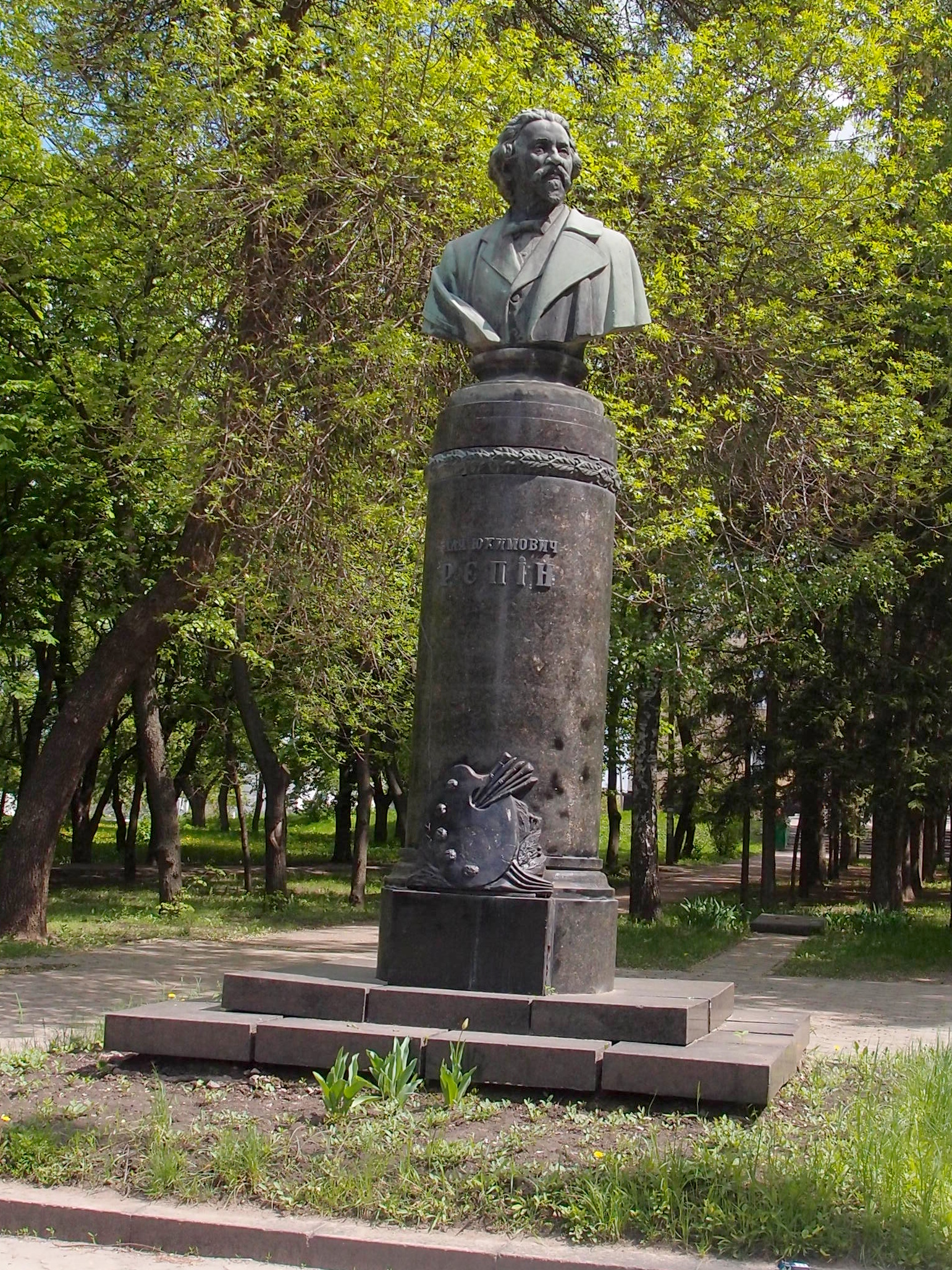
Rjepinův pomník (1956)

- Pravoslavný chrám Smrti Panny Marie (Svjatopokrovskij sobor) izjumské eparchie ukrajinské pravoslavné církve; významná klasicistní architektura, na půdorysu řeckého kříže se třemi sloupovými portiky, postaven v letech 1829-1834; původně hlavní kostel vojenských jednotek charkovské oblasti Ruského impéria; roku 1872 byla přistavěna věž (zvonice), pobořená za druhé světové války, ve 30. letech 20. století byl kostel zrušen, po roce 1942 jej obsadili němečtí nacisté a zřídili zde zajatecký táboor. V letech 1945-1947 v něm bydleli Němci. Po roce 1990 byl obnoven a vysvěcen; roku 2013 byla znovu postavena věž.
- Pravoslavný chrám Panny Marie Utěšitelky truchlících - hřbitovní, z přelomu 19. a 20. století
- Bývalé vojenské velitelství - klasicistní budova s věží z roku 1831
- Důstojnický dům z 2. čtvrtiny 19. století
- Kulturní centrum - zbořeno při raketovém útoku roku 2022
- Rodný dům Ilji Repina (adaptován na vojenskou rezidenci)
- Dva Repinovy pomníky - busta na sloupu v městském parku (19̈56); polofigura na pilíři nedaleko jeho rodného domu (po roce 1990)
- Památník a galerie Ilji Repina, otevřen roku 1996

## Osobnosti
- Jakiv Ostrjanin (ukrajinsky Яків Острянин) († 1641) – kozácký ataman, budovatel a velitel Čuhujivské pevnosti
- Ilja Repin (1844–1930) – významný ukrajinsko-ruský realistický malíř, narodil se zde; hrob jeho matky Tatjany Stěpanovny († 1880) se dochoval na zdejším hřbitově.

## Partnerská města
- Kozienice, Polsko
- Stary Sącz, Polsko